# Zbelovska Gora
Zbelovska Gora este o localitate din comuna Slovenske Konjice, Slovenia, cu o populație de 297 de locuitori.